# Pennvässare

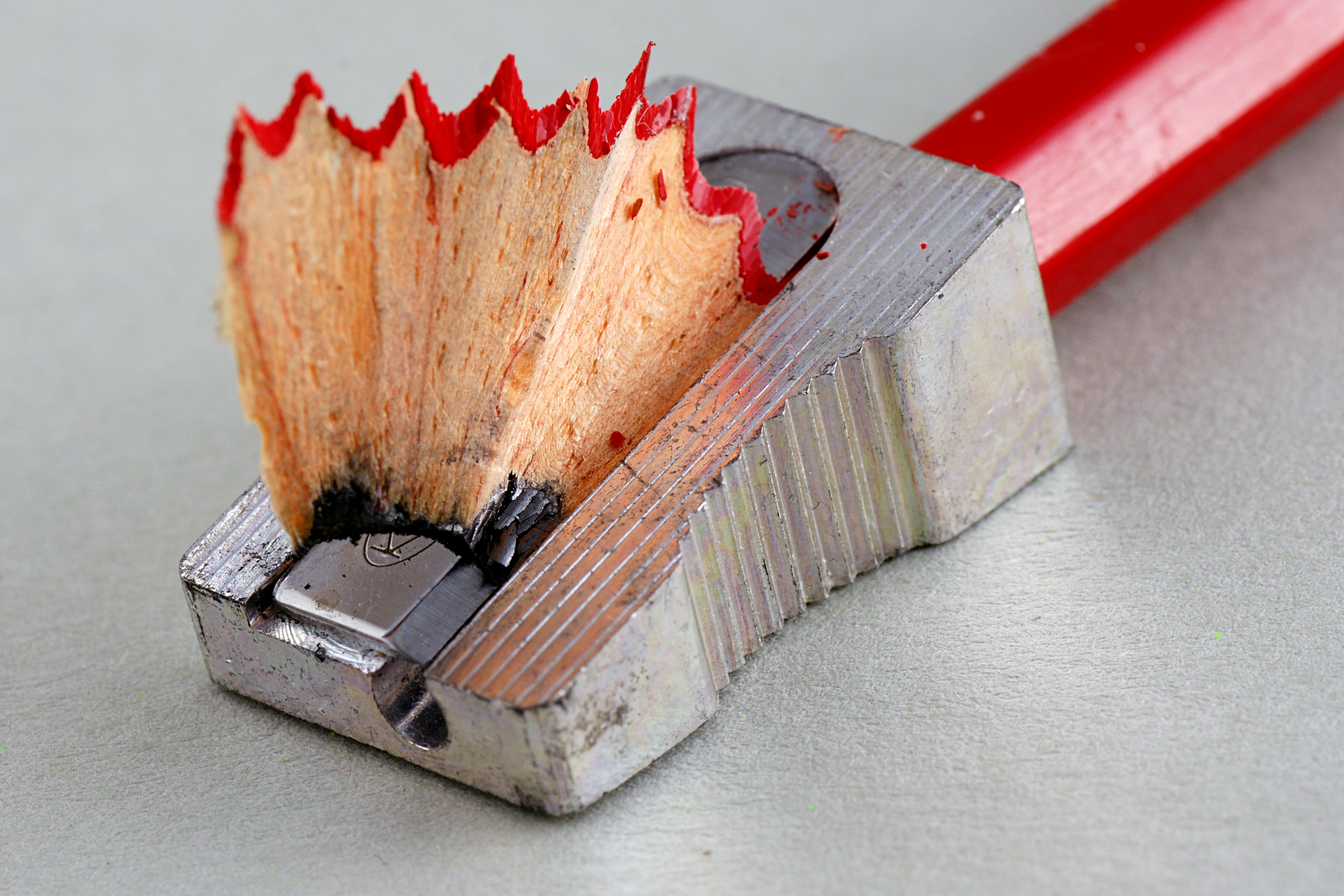
En liten pennvässare i metall.

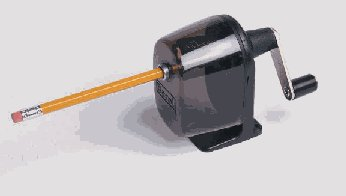
Handvevad pennvässare i plast och metall.

En pennvässare (även pennformerare) är ett kontorsredskap som används för att vässa pennor, det vill säga skala av pennan så att pennspetsen blir synlig, vass och lättare att skriva med. Företrädesvis används den till blyertspennor, men även kajalpennor och färgpennor av trä. Det finns både manuella och elektriska pennvässare. Pennvässare kan vara gjorda av olika material, till exempel plast och metall, och kan variera i storlek och färg. Det första patentet söktes 1828.
Pennvässaren har en invändig egg och används genom att man roterar pennan eller eggen.
Ordet "pennvässare" är belagt i svenska språket sedan 1934.

## Bildgalleri

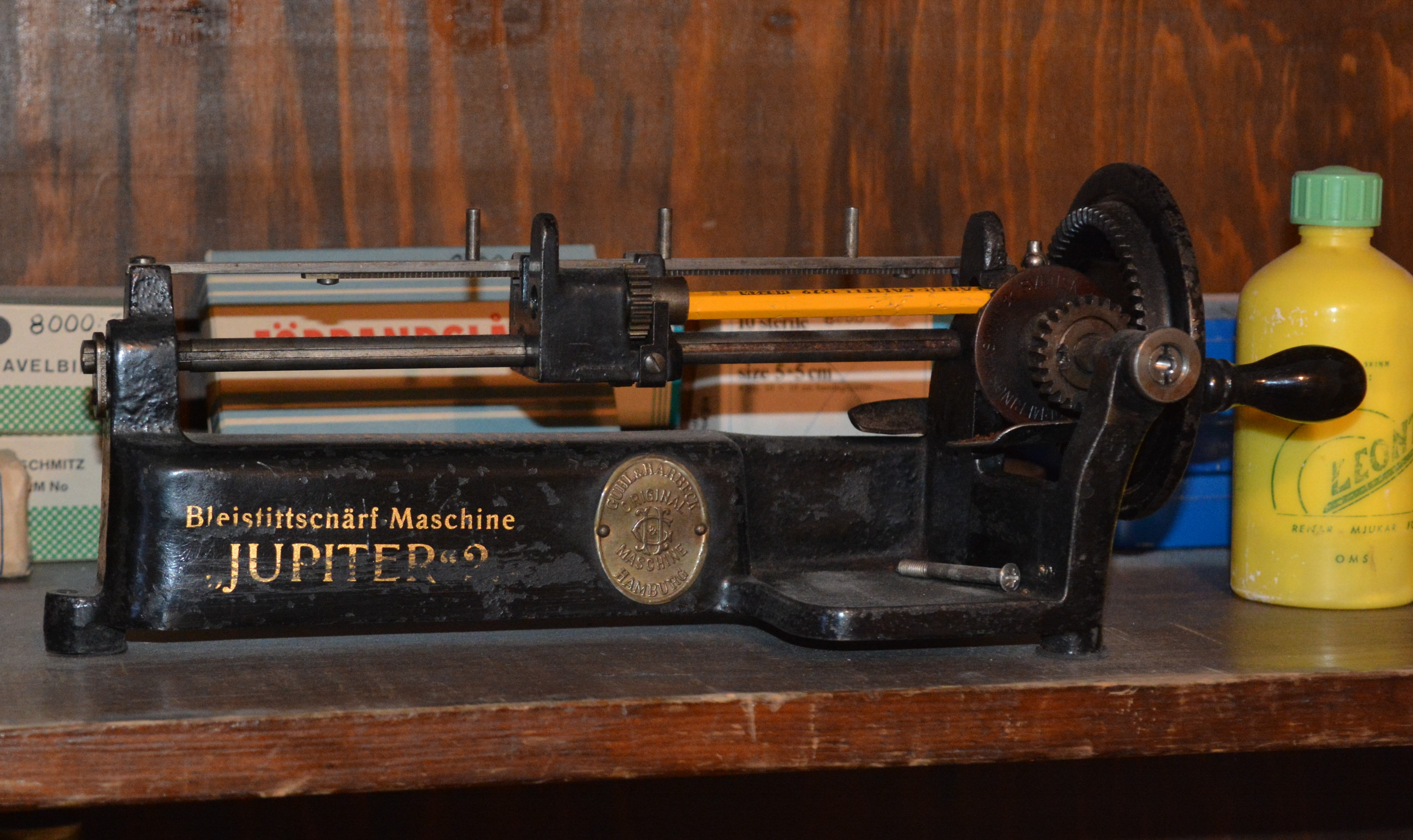
Pennvässare "Jupiter 2" från Guhl & Harbeck i Hamburg (1920-tal)
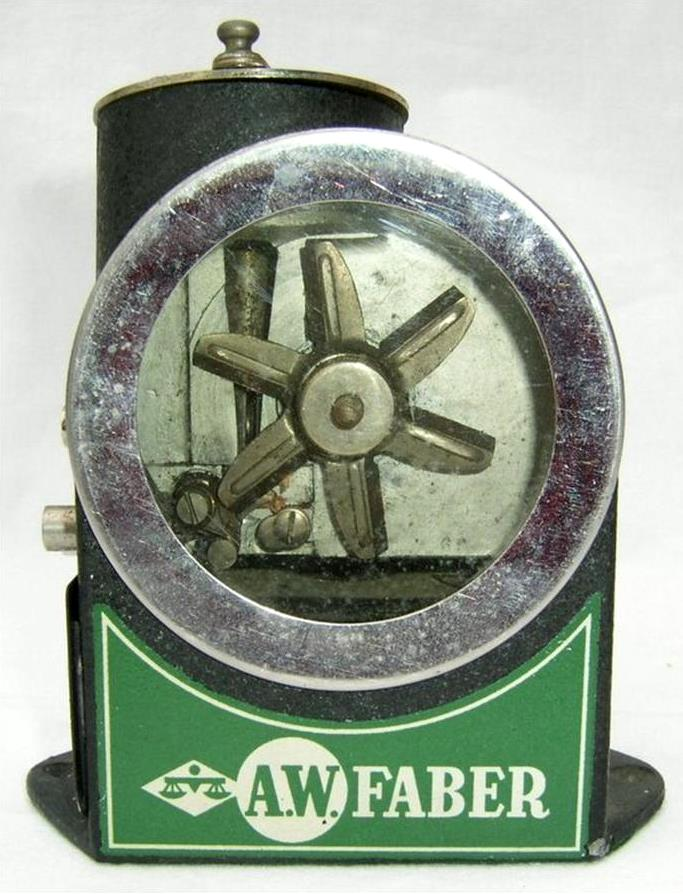
Pennvässare från A.W. Faber
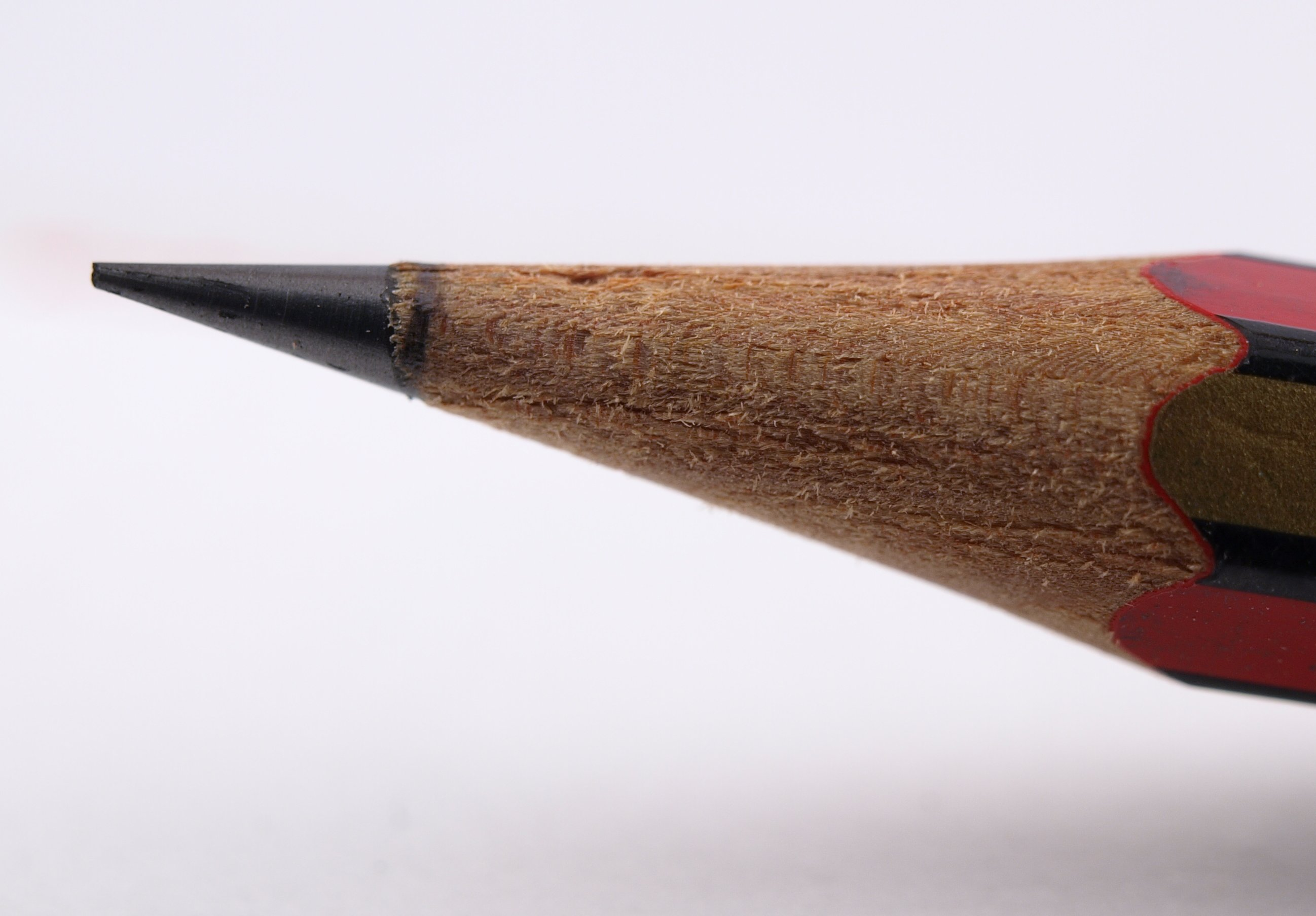
Vässad blyertspenna
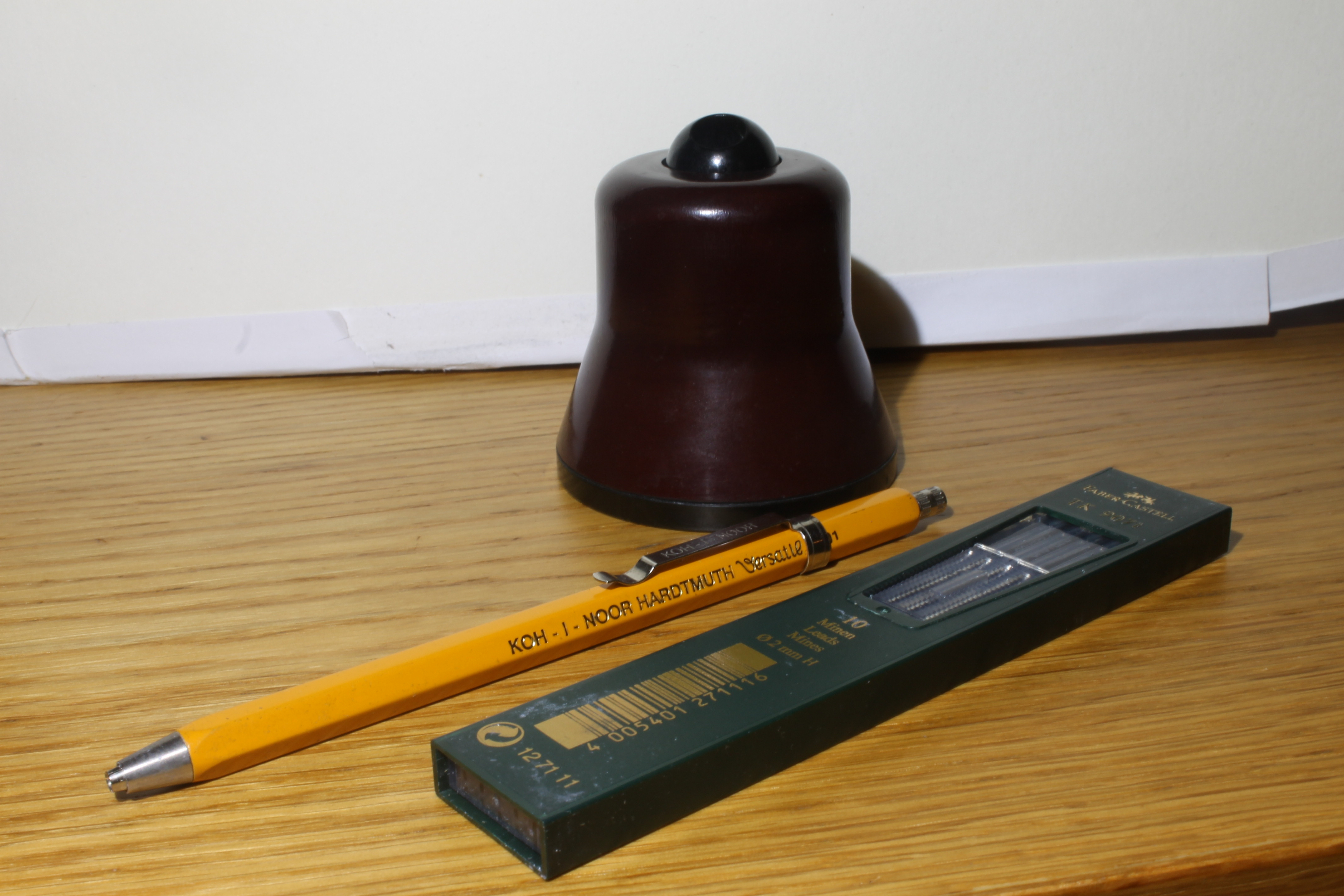
Stifthållare, stift och pennvässare för 2mm stift